# Pollerpeitsch
Die Pollerpeitsch war eine von „Tanielpheder“ verfasste und herausgegebene populäre donauschwäbische Wochenzeitung und ist heute einer der umfangreichsten Belege des "Schwowischen", des Banater Dialekts.

## Name

Logo auf der Titelseite der "Pollerpeitsch"

„Pollerpeitsch“ bezeichnete im Banat die laut knallende (etymologisch von „bollern“ abgeleitet) Peitsche des dörflichen Kuhhirten, der dadurch die Bauern morgens dazu aufforderte, ihre Kühe auf die Straße zu treiben bzw. abends wieder abzuholen. Im übertragenen Sinne soll der Name der Zeitung die Aufmerksamkeit der vorwiegend bäuerlichen Leserschaft auf die Beiträge des Blattes fokussieren.
Ein sprachlicher Zusammenhang mit der in der Chronik des im Landkreis Holzminden in Niedersachsen liegenden Ortes Polle erwähnten Poller Peitsche bleibt dagegen unwahrscheinlich, da Zuwanderungen ins Banat aus diesem Gebiet nicht belegt sind.

## Autor
Hinter dem Pseudonym „Tanielpheder“ verbirgt sich der am 5. Februar 1898 in der Gemeinde Ostern  geborene und am 26. Dezember 1985 in Seelbach im Schwarzwald gestorbene Peter Winter. Das Pseudonym hat sich der Autor in Anlehnung an die Familientradition gewählt, den jeweils ältesten Sohn "Daniel" zu nennen, in banater Mundart "Taniel". In Kombination mit dem eigenen Vornamen entstand so das Pseudonym "Tanielpheder".
Da der Autor das ganze Banat bereiste und bei dem dörflichen Hauptereignis, der „Kerwei“, meist zugegen war, kannte ihn ein Großteil seiner Leser persönlich – wenn auch nur unter seinem Pseudonym – und lieferte ihm dabei die Informationen zu den meist lustigen Anekdoten, über die dann im Blatt geschrieben wurde.
Parallel zur „Pollerpeitsch“ schreibt und veröffentlichte Winter den „Pollerpeitsch Kuhlener“, einen dem Jahreslauf angepassten Bauernkalender, und 1928 eine Anekdotensammlung unter dem zur banater Redewendung gewordenen Titel „G'schichte vun die korzi Ele un vun die lange Woche“.
In den kaum zwanzig Jahren seines Wirkens – 1945 wurde Winter von der kommunistischen Regierung mit einem totalen Schreibverbot belegt – hat dieser Autor eines der umfangreichsten „schwowischen“ Textwerke hinterlassen, das durch seine detailreiche Beschreibung von Alltag und Brauchtum zu einem wichtigen kulturhistorischen Zeugnis der donauschwäbischen Kultur geworden ist.

## Zeitung

Titelseite der „Pollerpeitsch“ vom 8. Mai 1938

Die erste, kreditfinanzierte Ausgabe der „Die Pollerpeitsch“ erschien 1928. Winter ging im Zuge der Weltwirtschaftskrise 1929 pleite und das Blatt wurde eingestellt. Die Zeitung erschien ab Januar 1935 wieder regelmäßig, die letzte Ausgabe wurde Anfang August 1945 gedruckt und die Zeitung anschließend verboten. 
Die Zeitung erreichte eine Auflage von rund 10.000 Exemplaren und war im gesamten Banat, Ungarn und in den USA verbreitet, wo sie zum wichtigen kulturellen Bindeglied der banater Auswanderer mit der alten Heimat wurde.
Neben der Glossierung von Ereignissen aus Banater Dörfern dominierten Bauernregeln, Witze und ein Fortsetzungsroman (z. B. „Wer werd Frau Dokterin?“) den Inhalt der „Pollerpeitsch“. Während des Krieges fanden sich auch Grußbotschaften an die Front („Sie losse grieße...“) und politische Kommentare im Blatt. Gegen die Zensur seiner Artikel protestierte Winter dadurch, dass er die dafür vorgesehenen Stellen in der Zeitung unbedruckt ließ. Kulturhistorisch interessant sind heute auch die in der „Pollerpeitsch“ veröffentlichten Inserate, da sie Handelsbeziehungen des Banats nach Deutschland, die Schweiz und Amerika dokumentieren.
Der Banater Journalist Hans Matthias Just hat 1996 unter dem Titel „Die Pollerpeitsch knallt wiedrum“ (sic!) eine Auswahl von „Pollerpeitsch“-Beiträgen herausgegeben, eine zweite Auflage dieses Werkes erschien 1997.